# 髙橋ひかる Highway Runway
『髙橋ひかる Highway Runway』（たかはしひかる ハイウェイ・ランウェイ）はJFN系列で放送のラジオ番組。2020年10月1日より放送開始（放送基準日に則ったもの。放送局により放送日は異なる）。パーソナリティは髙橋ひかる。

## 概要
髙橋にとって初めての冠ラジオ番組となる。髙橋は2020年3月まで同じJFN系列のラジオ番組『SCHOOL OF LOCK!』内のコーナー「GIRLS LOCKS!」の4週目を担当していた。なお、番組には「GIRLS LOCKS!」と同じスタッフも参加している。髙橋は「このラジオを通して生き様を見せていきたい」「ラジオスターを目指したい」と語っている。
番組ではボディビル、ゲームといった髙橋の好きな事を話したり、テーマに沿って髙橋が選曲する企画やチャレンジ企画などをおこなっている。
髙橋が好きな高速道路にちなんで番組名が付けられており、この番組は今まで聴いていたラジオの良い部分を集結させて自分の趣味が爆発していると語っている。番組の略称はハイラン。
番組公式ハッシュタグは「#ハイラン」。リスナーの愛称はリトルウェイウェイ。ハッシュタグと愛称はリスナーのメッセージを受けて番組内で決まった。
音声配信プラットフォーム・AuDeeでは番組のアフタートークを配信していた。
2021年8月23日、髙橋が新型コロナウイルスに感染したことを公表。この影響で9月第1週はアフタートークを編集したものを放送した。なお、9月第2週から復帰した。
2021年11月発売の雑誌『家電批評』内の「ニッポンのラジオきき」で特集が組まれ、髙橋へのインタビューも掲載された。

## コーナー
新たな沼へようこそ
髙橋に新しくハマってほしいもの・ことを募集するコーナー。
たかしJUNCTION
リスナーが想像する髙橋の行動パターン、思考パターンを募集し、実態を探っていくコーナー。
この他、髙橋へのメッセージ、曲のリクエスト、選曲のテーマ、番組の感想やお悩みなども募集している。

## ネット局
2023年4月現在。放送時間の早い順に記載。

### 現在
| 放送対象地域   | 放送局名                                    | 放送時間                            | 放送期間                                      | 備考     |
| -------------- | ------------------------------------------- | ----------------------------------- | --------------------------------------------- | -------- |
| 山形県         | エフエム山形（Rhythm Station）              | 毎週木曜 21:00 - 21:30              | 2020年10月1日 -                               | [ 注 1 ] |
| 高知県         | エフエム高知（Hi-Six）                      | 毎週金曜 20:00 - 20:30              | 2020年10月2日 -                               |          |
| 鹿児島県       | エフエム鹿児島（μFM）                       | 毎週金曜 21:30 - 21:55              | 2020年10月2日 -                               |          |
| 島根県・鳥取県 | エフエム山陰（V-air）                       | 毎週土曜 08:00 - 08:30              | 2020年10月3日 -                               |          |
| 福井県         | 福井エフエム放送（FM FUKUI）                | 毎週土曜 12:00 - 12:30              | 2020年10月3日 -                               | [ 注 2 ] |
| 岩手県         | エフエム岩手（FM IWATE）                    | 毎週土曜 18:30 - 19:00              | 2020年10月3日 -                               |          |
| 宮城県         | エフエム仙台（Date fm）                     | 毎週土曜 18:30 - 18:55              | 2020年10月4日 - 2022年11月27日 2023年4月1日 - | [ 注 3 ] |
| 滋賀県         | エフエム滋賀（e-radio）                     | 毎週土曜 19:30 - 19:55              | 2020年10月3日 -                               | [ 注 4 ] |
| 長野県         | 長野エフエム放送（FM長野）                  | 毎週日曜 00:00 - 00:30 （土曜深夜） | 2021年4月4日 -                                |          |
| 佐賀県         | エフエム佐賀（FMS）                         | 毎週日曜 00:00 - 00:30 （土曜深夜） | 2020年10月4日 -                               |          |
| 愛知県         | エフエム愛知（FM AICHI）                    | 毎週日曜 07:30 - 07:55              | 2020年10月2日 - 2022年3月25日 2023年4月2日 -  | [ 注 5 ] |
| 青森県         | エフエム青森（AFB）                         | 毎週日曜 08:00 - 08:30              | 2020年10月4日 -                               | [ 注 6 ] |
| 岡山県         | 岡山エフエム放送（FM OKAYAMA）              | 毎週日曜 09:00 - 09:30              | 2020年10月3日 -                               | [ 注 7 ] |
| 三重県         | 三重エフエム放送（レディオキューブ FM三重） | 毎週日曜 18:00 - 18:30              | 2021年4月3日 -                                | [ 注 8 ] |
| 徳島県         | エフエム徳島（FM TOKUSHIMA）                | 毎週月曜 04:30 - 05:00              | 2021年10月4日 -                               |          |
| 大分県         | エフエム大分（Air-Radio FM88）              | 毎週月曜 21:00 - 21:30              | 2020年10月5日 -                               |          |
| 宮崎県         | エフエム宮崎（JOY FM）                      | 毎週月曜 21:30 - 21:55              | 2020年10月5日 -                               |          |
| 大阪府         | エフエム大阪（FM大阪）                      | 毎週水曜 04:00 - 04:30              | 2021年10月5日 -                               | [ 注 9 ] |
| 山口県         | エフエム山口（FMY）                         | 毎週水曜 20:00 - 20:30              | 2020年10月7日 -                               |          |

### 過去
| 放送対象地域 | 放送局名                         | 打ち切り時点での放送時間 | 放送期間                       | 備考      |
| ------------ | -------------------------------- | ------------------------ | ------------------------------ | --------- |
| 新潟県       | エフエムラジオ新潟（FM-NIIGATA） | 毎週金曜 21:30 - 21:55   | 2020年10月4日 - 2021年6月25日  | [ 注 10 ] |
| 秋田県       | エフエム秋田（AFM）              | 毎週土曜 12:30 - 12:55   | 2021年4月3日 - 2021年9月25日   |           |
| 栃木県       | エフエム栃木（RADIO BERRY）      | 毎週土曜 18:30 - 18:55   | 2021年4月3日 - 2021年9月25日   |           |
| 群馬県       | エフエム群馬（FM GUNMA）         | 毎週月曜 11:30 - 11:55   | 2020年10月5日 - 2021年9月27日  |           |
| 長崎県       | エフエム長崎（FM Nagasaki）      | 毎週土曜 11:30 - 11:55   | 2020年10月5日 - 2021年10月30日 | [ 注 11 ] |
| 岐阜県       | エフエム岐阜（FM GIFU）          | 毎週土曜 12:30 - 12:55   | 2020年10月4日 - 2022年3月26日  | [ 注 12 ] |
| 福島県       | エフエム福島（ふくしまFM）       | 毎週日曜 18:00 - 18:25   | 2020年10月7日 - 2022年9月25日  | [ 注 13 ] |
| 香川県       | エフエム香川（FM香川）           | 毎週木曜 11:30 - 11:55   | 2022年4月7日 - 2023年3月30日   |           |

## ゲスト
- 日にちは放送基準日に準拠。

2020年
- 12月31日 - やきそばかおる（ラジオコラムニスト）[13]

2021年
- 1月7日 - やきそばかおる（ラジオコラムニスト）[14]
- 5月13日、20日 - 桜田ひより（女優）[15]※アフタートークにも出演した[16]。
- 10月7日 - やきそばかおる（ラジオコラムニスト）[17]

2022年
- 1日6日、13日 - 大串のりこ（占い師）[18]
- 8月4日、11日 - コング桑田[19]